# Abonament filatelistyczny
Abonament filatelistyczny – dostarczanie ukazujących się walorów pocztowych w ustalonych ilościach i rodzajach za uzgodnioną opłatą.
Abonament obejmuje:
- znaczki czyste i stemplowane,
- całostki pocztowe,
- koperty pierwszego dnia obiegu,
- karnety pamiątkowe,
- stemple okolicznościowe.